# Bosnisch-herzegowinische Basketballnationalmannschaft der Damen
Die bosnisch-herzegowinische Basketballnationalmannschaft der Damen vertritt Bosnien und Herzegowina im internationalen Basketball und wird vom bosnischen Basketballverband KSBIH (bosnisch Košarkaški savez Bosne i Hercegovine) organisiert.
Nachdem sich Bosnien und Herzegowina im Rahmen der Unabhängigkeitskriege 1992 von Jugoslawien gelöst hatte, qualifizierte sich die Damen-Nationalmannschaft erstmals 1997 für eine EM-Endrunde. 

## Abschneiden bei internationalen Wettbewerben

### Olympische Spiele
| - keine |

### Weltmeisterschaften
| - 2022 – 12. Platz |

### Europameisterschaften
| - 1997 – 12. Platz - 1999 – 10. Platz - 2021 – 05. Platz |

## Kader
Eine Übersicht des Kaders findet sich beispielsweise in der englischsprachigen Fassung dieses Artikels oder auf dem Internetportal eurobasket.com (s. Abschnitt Weblinks).